# Club Sportivo General San Martín
O Club Sportivo General San Martín, também conhecido como Sportivo San Martín, é um clube esportivo argentino da cidade de Formosa, na província homônima. Foi fundado em 8 de abril de 1941, suas cores são o branco (predominante) e o azul (detalhes).
Entre as muitas atividades esportivas praticadas no clube, a principal é o futebol, onde atualmente sua equipe masculina participa do Torneo Federal A, a terceira divisão do futebol argentino para as equipes indiretamente afiliadas à Associação do Futebol Argentino (AFA), sendo representante da Liga Formoseña de Fútbol ante o Conselho Federal do Futebol Argentino (CFFA).[carece de fontes?] Além do futebol, entre os outros esportes praticados no clube, temos o voleibol e o futebol de salão.

## História

### Origem
Em 8 de abril de 1941 nascia na capital da província de Formosa, o Club Sportivo General San Martín, mais conhecido como San Martín de Formosa, e cujo primeiro nome foi Club Chacra 25, em referência ao nome do bairro em que fora fundado.

### Mudança de nome
Em 17 de agosto de 1950, no centésimo aniversário da morte de José de San Martín, general e herói argentino, através de uma assembleia, o clube decidiu modificar seu nome e o Chacra 25 passou a chamar-se Sportivo General San Martín.

### Cores e camisas
Suas primeiras cores eram o preto, vermelho e branco, e usavam uma camisa tricolor similar ao do Club Atlético Chacarita Juniors. Com a modificação nas suas cores, passaram a usar o azul e branco e a indumentária da equipe principal assumiu um design semelhante ao Club de Gimnasia y Esgrima La Plata, usada até os dias de hoje.

## Estádio

### Estádio de futebol
Seu estádio de futebol (cancha, na Argentina) é o 17 De Octubre, que fica entre as ruas José María Amor, Obispo Scozzina, O'Higgins  e Francisco Bosch, na cidade de Formosa, capital do departamento homônimo e da província homônima. Atualmente conta com capacidade aproximada para 3.000 torcedores.
Em seus jogos como mandante em torneios a nível nacional, o clube utiliza o estádio Don Carlos Antonio Romero, inaugurado em 16 de julho de 1981 e batizado como Estadio de la Liga Formoseña de Fútbol cuja capacidade aproximada chega aos 15 mil torcedores.

## Títulos

### Futebol
| NACIONAIS               | NACIONAIS                | NACIONAIS | NACIONAIS                                                                |
| Divisão                 | Competição               | Títulos   | Temporadas                                                               |
| ----------------------- | ------------------------ | --------- | ------------------------------------------------------------------------ |
| Quinta Divisão          | Torneo del Interior      | 1         | 2010–11.[carece de fontes?]                                              |
| Quinta Divisão          | Torneo Federal C         | 1         | 2015.[carece de fontes?]                                                 |
| PROVINCIAIS / REGIONAIS |                          |           |                                                                          |
| Divisão                 | Competição               | Títulos   | Temporadas                                                               |
| Primeira Divisão        | Liga Formoseña de Fútbol | 12        | 1968, 1980, 1988, 1989, 1994, 2000, 2005, 2006, 2007, 2008, 2010 e 2018. |